# Дурандаль, Сегундо
Сегу́ндо Дуранда́ль Аррасола (исп. Segundo Durandal Arrazola, 17 марта 1912, Потоси, Боливия — 12 января 1976) — боливийский футболист, защитник, участник чемпионата мира 1930 года.

## Карьера

### Клубная
На момент чемпионата мира 1930 года Сегундо Дурандаль по разным данным выступал за клуб «Оруро Ройал Клуб» из города Оруро, «Боливар» либо был без клуба. Ряд источников ошибочно сообщают о его выступлении за «Сан-Хосе Оруро». В конце 1930-х годов играл за «Боливар» из Ла-Паса.

### В сборной
В составе сборной был участником чемпионата мира 1930 года, провёл два матча: против Югославии и Бразилии. Обе встречи боливийцы проиграли.
В 1938 году сыграл 4 матча за сборную на Боливарианских играх.
| Матчи и голы Сегундо Дурандаля за сборную Боливии | Матчи и голы Сегундо Дурандаля за сборную Боливии | Матчи и голы Сегундо Дурандаля за сборную Боливии | Матчи и голы Сегундо Дурандаля за сборную Боливии | Матчи и голы Сегундо Дурандаля за сборную Боливии | Матчи и голы Сегундо Дурандаля за сборную Боливии | Матчи и голы Сегундо Дурандаля за сборную Боливии |
| ------------------------------------------------- | ------------------------------------------------- | ------------------------------------------------- | ------------------------------------------------- | ------------------------------------------------- | ------------------------------------------------- | ------------------------------------------------- |
| №                                                 | Дата                                              | Место проведения                                  | Соперник                                          | Счёт                                              | Голы                                              | Турнир                                            |
| 1                                                 | 17 июля 1930                                      | Монтевидео, Уругвай                               | Югославия                                         | 0:4                                               | -                                                 | Чемпионат мира 1930                               |
| 2                                                 | 20 июля 1930                                      | Монтевидео, Уругвай                               | Бразилия                                          | 0:4                                               | -                                                 | Чемпионат мира 1930                               |

Итого: 2 матча / 0 голов; 0 побед, 0 ничьих, 2 поражения.